# Matias Fonseca
Matias Fonseca (Napoli, 12 marzo 2001) è un calciatore uruguaiano con cittadinanza italiana, attaccante del Racing Montevideo.

## Biografia
Nato a Napoli, è il figlio dell'ex calciatore Daniel Fonseca. Ha un fratello maggiore, Nicolás, anche lui calciatore.

## Carriera

### Club
Dopo aver iniziato nelle giovanili del Como, nel 2016 passa all'Inter, giocando nel suo settore giovanile fino al 2021.
La sua carriera da calciatore professionista inizia nell'estate del 2021, quando viene mandato in prestito alla Pergolettese, formazione militante nel campionato di Serie C. Con la formazione lombarda gioca 21 gare, segnando il suo primo gol in carriera contro il Renate. La stagione successiva, viene mandato in prestito all'Imolese, con cui gioca per soli sei mesi, ritornando all'Inter nel gennaio del 2023.
Il 31 gennaio 2023, viene ceduto a titolo definitivo alla formazione uruguaiana del Montevideo Wanderers.

### Nazionale
Nato in Italia, conta una presenza con la selezione azzurra Under-19 nel 2021, in un match contro i pari età della Spagna.
Nel 2024 viene convocato dalla selezione uruguaiana Under-23 per il torneo di qualificazione alle Olimpiadi 2024. Nell'arco del torneo scende in campo tre volte.

## Statistiche

### Cronologia presenze e reti in nazionale
| Cronologia completa delle presenze e delle reti in nazionale ― Uruguay | Cronologia completa delle presenze e delle reti in nazionale ― Uruguay | Cronologia completa delle presenze e delle reti in nazionale ― Uruguay | Cronologia completa delle presenze e delle reti in nazionale ― Uruguay | Cronologia completa delle presenze e delle reti in nazionale ― Uruguay | Cronologia completa delle presenze e delle reti in nazionale ― Uruguay | Cronologia completa delle presenze e delle reti in nazionale ― Uruguay | Cronologia completa delle presenze e delle reti in nazionale ― Uruguay |
| Data                                                                   | Città                                                                  | In casa                                                                | Risultato                                                              | Ospiti                                                                 | Competizione                                                           | Reti                                                                   | Note                                                                   |
| ---------------------------------------------------------------------- | ---------------------------------------------------------------------- | ---------------------------------------------------------------------- | ---------------------------------------------------------------------- | ---------------------------------------------------------------------- | ---------------------------------------------------------------------- | ---------------------------------------------------------------------- | ---------------------------------------------------------------------- |
| 31-5-2024                                                              | San José                                                               | Costa Rica                                                             | 0 – 0                                                                  | Uruguay                                                                | Amichevole                                                             | -                                                                      | 46’                                                                    |
| 1-9-2024                                                               | Fort Lauderdale                                                        | Uruguay                                                                | 1 – 1                                                                  | Guatemala                                                              | Amichevole                                                             | -                                                                      | 57’                                                                    |
| Totale                                                                 |                                                                        | Presenze                                                               | 2                                                                      |                                                                        | Reti                                                                   | 0                                                                      |                                                                        |